# Remigiusberg
Der Remigiusberg im rheinland-pfälzischen Landkreis Kusel ist eine 368 m hohe Erhebung, die zum Westteil des Nordpfälzer Berglandes gehört und das Umland um etwa 120 m überragt.
Auf der Kuppe liegen nahe beieinander die Propsteikirche St. Remigius als einziges erhaltenes Gebäude der ehemaligen Propstei St. Remigius und die Ruine der Michelsburg. Zwischen den beiden hat ein gewerblich betriebener Steinbruch eine flache Senke geschaffen, die zum Parkplatz umgestaltet wurde. 

## Geographie

### Lage
Der Berg als Zentrum des Remigiuslands liegt im äußersten Nordwesten der Pfalz westlich des Flusses Glan auf der Gemarkung der Ortsgemeinde Haschbach. 3 km östlich erhebt sich jenseits des Glans der 562 m hohe Potzberg.

### Verkehrsanbindung
Die Zufahrt auf den Remigiusberg erfolgt von Norden her über die Kreisstraße 69, die von der Kreisstraße 21 zwischen Haschbach und Rammelsbach abzweigt. Südlich der Kuppe des Remigiusbergs verläuft von West nach Ost die Landesstraße 362 als Verbindung zwischen Haschbach und Theisbergstegen.

## Geschichte und Sehenswürdigkeiten

### Propsteikirche
Eine Vorgängerburg aus dem 11. Jahrhundert musste um 1127 dem Bau eines Klosters weichen. Dies war eine Filialgründung der Benediktinerabtei Saint-Remi in Reims unter dem Patrozinium des hl. Remigius. Der Heilige, der im 5./6. Jahrhundert lebte, hat die Gegend nie besucht. Das Kloster wurde im Jahr 1526 im Gefolge der Reformation aufgelöst. 15 Mitglieder des Hauses Pfalz-Veldenz sind in der Propsteikirche beigesetzt.

### Michelsburg
Ab 1260 wurde nahe der Propstei eine zweite Burg errichtet, die ihren Namen nach dem Patron der Burgkapelle, St. Michael, erhielt und heute Ruine ist. Die Burg gehörte anfangs zur Grafschaft Veldenz, zuletzt zum wittelsbachischen Herzogtum Pfalz-Zweibrücken. Die Anlage wurde im Dreißigjährigen Krieg und im Pfälzischen Erbfolgekrieg stark beschädigt. Nachdem sie in den frühen 1790er Jahren durch französische Revolutionstruppen endgültig zerstört worden war, erfolgte 1794 die behördliche Freigabe als Steinbruch. 1973/74 wurden Sanierungsarbeiten durchgeführt.